# Johannes Miraeus

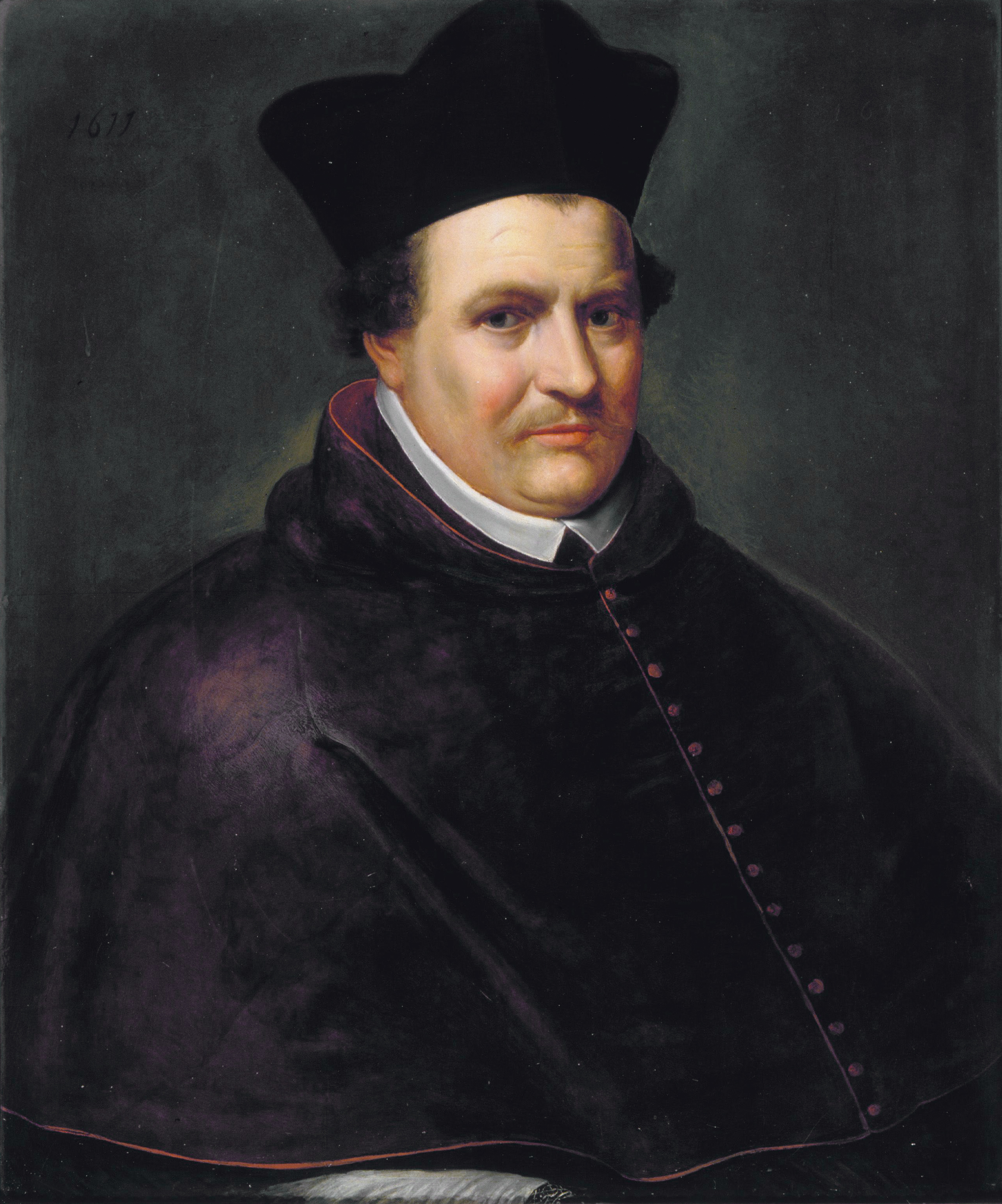
Johannes Miraeus (Otto van Veen)

Johannes Miraeus, geboren als Jean Le Mire (Brussel, 6 januari 1560 - aldaar, 12 januari 1611) was de vierde bisschop van Antwerpen.
Hij studeerde te Leuven en Dowaai en doceerde klassieke talen. In 1591 werd hij pastoor en kanunnik te Brussel. In 1603 werd hij tot bisschop van Antwerpen benoemd, wat hij eerst wilde weigeren. In 1604 werd hij toch bekrachtigd en ingewijd. In 1605 stichtte hij het Bisschoppelijk seminarie van Antwerpen.
- Biografisch Portaal: 11923733
- Gemeinsame Normdatei: 102831009
- International Standard Name Identifier: 0000 0000 0377 6833
- Library of Congress Control Number: no2017123854
- Nederlandse Thesaurus van Auteursnamen: 106690957
- Système universitaire de documentation: 172351677
- Virtual International Authority File: 57012146
- WorldCat: E39PBJrm9PKwhwt4Yd6xvdYF8C